# Пијерида
Пијерида (грч. Πιερίς) је у грчкој митологији била робиња из Етолије.

## Етимологија
Њено име значи „сочна“.

## Митологија
Према Паусанији, била је Менелајева конкубина и Никостратова мајка. Она, или робиња Тереида, са Менелајем је имала и сина Мегапента.

## Напомена
Множина овог имена, Пијериде, односи се кћерке Пијера, епонимног хероја Пијерије.

## Биологија
Латинско име ове личности (Pieris) је назив за род у оквиру породице биљака Ericaceae, али и род у оквиру групе лептира.